# Heilige Geestkerk (Brunssum)
De Heilige Geestkerk is een kerkgebouw in Brunssum in de Nederlandse provincie Limburg. De kerk staat in een nieuwbouwwijk aan de noordwestkant van de plaats aan de Florence Nightingalestraat. Aan de achterzijde is tegen de kerk een gemeenschapshuis gebouwd.
De kerk werd gewijd aan Heilige Geest.

## Geschiedenis
In 1964 richtte men het rectoraat van de H. Geest in Brunssum-Noord op.
In 1971 werd de kerk gebouwd naar het ontwerp van architecten Harry Koene en Pieter Koene.

## Opbouw
De niet-georiënteerde kerk is een bakstenen zaalkerk. Het dak ligt op drie niveaus, met elk een plat dak.